# Мандалговь
Мандалговь — місто в Монголії, столиця Середньогобійського аймаку (Мандалговь аймак), розташований на відстані 260 км від Улан-Батора на межі пустелі Гобі. Місто утворено у 1941 році.

## Географія
Місто розташоване на висоті 1395 метрів над рівнем моря і має площу 11 км кв.

### Клімат
Місто знаходиться у зоні, котра характеризується кліматом тропічних пустель. Найтепліший місяць — липень із середньою температурою 17.8 °C (64 °F). Найхолодніший місяць — січень, із середньою температурою -18.3 °С (-1 °F).
| Клімат Мандалговь       | Клімат Мандалговь | Клімат Мандалговь | Клімат Мандалговь | Клімат Мандалговь | Клімат Мандалговь | Клімат Мандалговь | Клімат Мандалговь | Клімат Мандалговь | Клімат Мандалговь | Клімат Мандалговь | Клімат Мандалговь | Клімат Мандалговь | Клімат Мандалговь |
| Показник                | Січ.              | Лют.              | Бер.              | Квіт.             | Трав.             | Черв.             | Лип.              | Серп.             | Вер.              | Жовт.             | Лист.             | Груд.             | Рік               |
| Абсолютний максимум, °C | −1                | 12                | 17                | 27                | 30                | 36                | 32                | 33                | 28                | 22                | 12                | 2                 | 36                |
| Середній максимум, °C   | −13               | −7                | 1                 | 9                 | 17                | 22                | 23                | 22                | 17                | 10                | −2                | −10               | 7                 |
| Середня температура, °C | −18               | −13               | −5                | 3                 | 10                | 16                | 17                | 16                | 10                | 3                 | −8                | −15               | 3                 |
| Середній мінімум, °C    | −23               | −20               | −12               | −3                | 3                 | 10                | 12                | 11                | 4                 | −4                | −15               | −20               | −5                |
| Абсолютний мінімум, °C  | −37               | −37               | −33               | −20               | −12               | −3                | 3                 | 2                 | −5                | −20               | −27               | −31               | −37               |
| Норма опадів, мм        | 0                 | 0                 | 0                 | 0                 | 10                | 20                | 40                | 40                | 10                | 0                 | 10                | 0                 | 170               |
| Днів з дощем            | 1                 | 0                 | 0                 | 0                 | 0                 | 2                 | 4                 | 3                 | 1                 | 0                 | 0                 | 1                 | 16                |
| Вологість повітря, %    | 66                | 66                | 55                | 46                | 43                | 47                | 62                | 62                | 55                | 51                | 65                | 71                | 57                |
| ----------------------- | ----------------- | ----------------- | ----------------- | ----------------- | ----------------- | ----------------- | ----------------- | ----------------- | ----------------- | ----------------- | ----------------- | ----------------- | ----------------- |
| Джерело: Weatherbase    |                   |                   |                   |                   |                   |                   |                   |                   |                   |                   |                   |                   |                   |

## Населення
У 2000 році за деякими джерелами кількість населення складала 14,5 тисяч, у 2005 році — 10506, у 2007 — 10299. Майже все населення міста складають халха-монголи.

## Промисловість
У 1980-ті роки діяв цегляний завод, було збудовано завод залізобетонних виробів. Також працює невеликий харчовий завод, що виробляє хліб, кондитерські вироби та напої (різні сорти лимонаду).

## Транспорт
Китайська фірма планує будівництво залізниці, яка з'єднає місто із китайською провінцією Внутрішня Монголія та інвестувати в цей проект 1,32 млрд юанів ($193,53 млн). Він розрахований на транспортування 18 млн тонн вантажів у рік — нею імпортуватимуть з Монголії в Китай залізну руду.
У місті є аеропорт з ґрунтовою злітно-посадковою смугою та обслуговує лише внутрішні рейси.

## Радянські війська в Мандалговь
Мандалговь був одним з монгольських міст, де базувались радянські війська. У місті були розташовані численні радянські військові частини. У 1988–1989 році радянські військові частини було виведено.

## Пам'ятки
У місті діє краєзнавчий музей. Серед експонатів музею — бронзова скульптура Будди. Музей поділений на етнографічну та історичну частини. У 1936 році у цій місцевості було 53 храми, рік по тому вони були знищені дотла монгольським КДБ. У 1991 році у місті відкрито буддійський монастир — він складається з юрти ченця, поруч з якою споруджується храм.
Поруч з містом є відома печера Хевтее босоогийн агуй, яка утворилась внаслідок вивітрювання, має довжину 102 метри та загальну площу 204 кв. м. Печера являє собою вузький лаз, який поступово розширюється і завершується великою молитовною залою.